# Juramento antimodernista

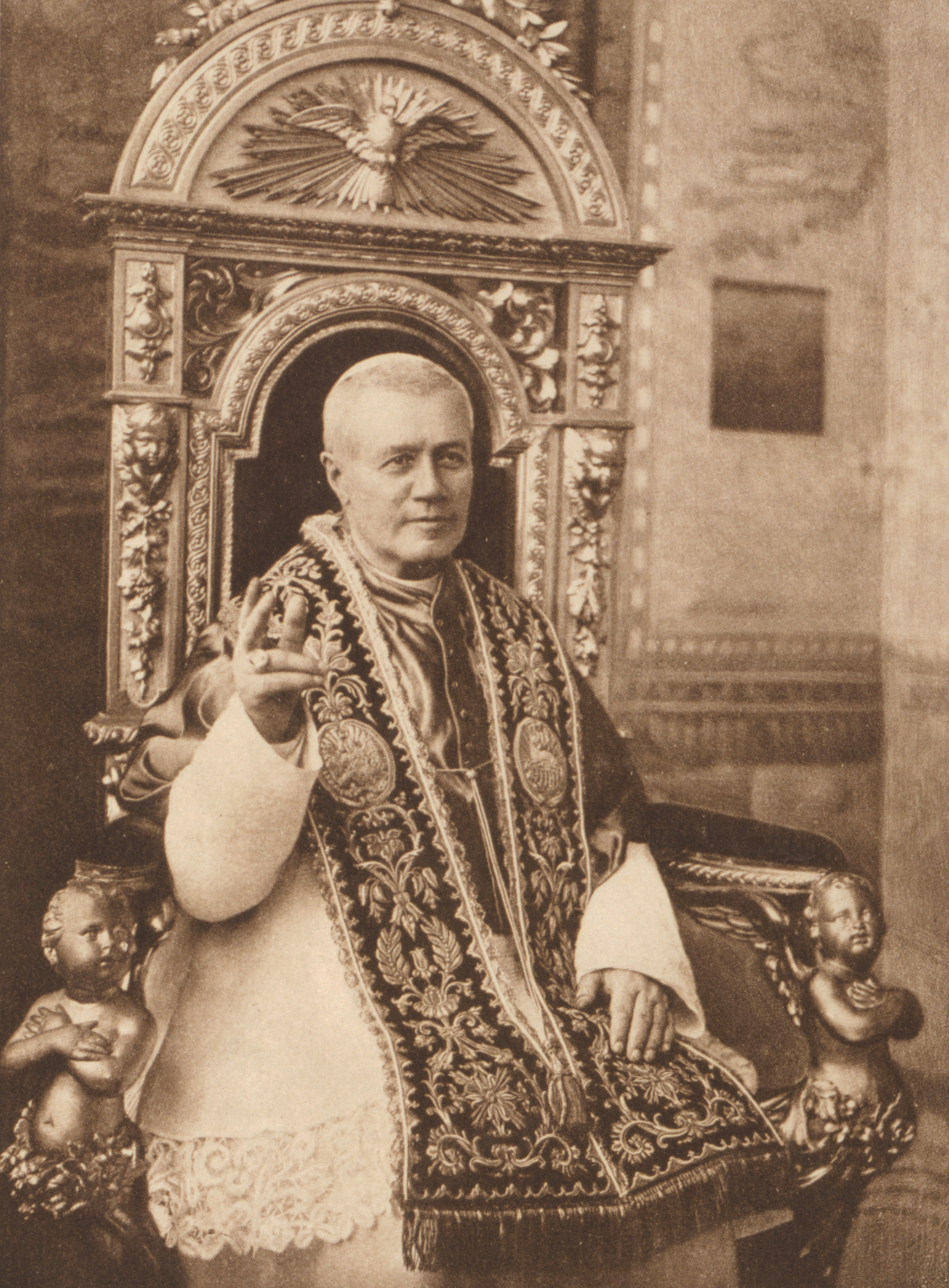
- Papa Pius X
- Século: XX

O juramento antimodernista foi introduzido pelo Papa São Pio X (motu proprio Sacrorum Antistitum) inicialmente sob o nome de juramento de fé em 1.º de setembro de 1910 em resposta ao modernismo teológico que já há algumas décadas começava a se estabelecer no seio da Igreja Católica e que havia sido condenado pelo papa em 1907 no decreto Lamentabili Sane Exitu, e depois na encíclica Pascendi Dominici Gregis, sendo o juramento formulado como consequência desta. O juramento era obrigatório a todos os membros da Igreja com funções ministeriais, docentes ou de jurisdição eclesiástica, como bispos e padres, e a todos os que aspirassem a fazer parte do clero, além de catequistas.
O mesmo juramento era obrigatório para todos aqueles que recebiam títulos acadêmicos em universidades pontifícias e mesmo em universidades que conferiam títulos reconhecidos pelo Estado, como a Universidade Católica do Sagrado Coração. O juramento foi abolido pelo Papa Paulo VI em 1966, após o encerramento do Concílio Vaticano II, mas já alguns anos antes a Universidade Católica havia substituído o juramento antimodernista pela recitação do Credo.
O juramento antimodernista ainda é guardado por membros do clero que defendem o catolicismo tradicional, como a Fraternidade Sacerdotal de São Pio X.

## História
O Papa Pio X (1835-1914), canonizado em 3 de setembro de 1954, havia anteriormente definido o modernismo como uma heresia em sua encíclica Pascendi Dominici gregis e no decreto Lamentabili sane exitu, ambos de 1907, onde ele desmascara, define e condena essa heresia que se infiltrou em todos os estratos da Igreja (alto e baixo clero). Paradoxalmente, por volta de 1910 o movimento modernista estava em declínio, embora a excessiva preocupação do pontífice com certas atividades clandestinas tenha finalmente motivado ao estabelecimento dessa exigência.

## Controvérsias
A Alemanha foi o único país em que houve fortes protestos contra o juramento, invocando a liberdade de cátedra; a pedido dos bispos, os professores universitários foram dispensados de prestar juramento. Na Igreja como um todo, apenas quarenta sacerdotes se recusaram a prestar o juramento.

## Texto
FÓRMULA DO JURAMENTO
«Eu, ..., firmemente abraço e aceito cada uma e todas as definições feitas e declaradas pela autoridade inerrante da Igreja, especialmente estas verdades principais que são diretamente opostas aos erros deste dia.
Antes de mais nada eu professo que Deus, a origem e fim de todas as coisas, pode ser conhecido com certeza pela luz natural da razão a partir do mundo criado (Cf Rom. 1,90), ou seja, dos trabalhos visíveis da Criação, como uma causa a partir de seus efeitos, e que, portanto, Sua existência também pode ser demonstrada.
Segundo: eu aceito e reconheço as provas exteriores da revelação, ou seja, os atos divinos e especialmente os milagres e profecias como os sinais mais seguros da origem divina da Religião cristã e considero estas mesmas provas bem adaptadas à compreensão de todas as eras e de todos os homens, até mesmo os de agora.
Terceiro: eu acredito com fé igualmente firme que a Igreja, guardiã e mestra da Palavra Revelada, foi instituída pessoalmente pelo Cristo histórico e real quando Ele viveu entre nós, e que a Igreja foi construída sobre Pedro, o príncipe da hierarquia apostólica, e seus sucessores pela duração dos tempos.
Quarto: eu sinceramente mantenho que a Doutrina da Fé nos foi trazida desde os Apóstolos pelos Padres ortodoxos com exatamente o mesmo significado e sempre com o mesmo propósito. Assim sendo, eu rejeito inteiramente a falsa representação herética de que os dogmas evoluem e se modificam de um significado para outro diferente do que a Igreja antes manteve. Condeno também todo erro segundo o qual, no lugar do divino Depósito que foi confiado à esposa de Cristo para que ela o guardasse, há apenas uma invenção filosófica ou produto de consciência humana que foi gradualmente desenvolvida pelo esforço humano e continuará a se desenvolver indefinidamente.
Quinto: eu mantenho com certeza e confesso sinceramente que a Fé não é um sentimento cego de religião que se alevanta das profundezas do subconsciente pelo impulso do coração e pela moção da vontade treinada para a moralidade, mas um genuíno assentimento da inteligência com a Verdade recebida oralmente de uma fonte externa. Por este assentimento, devido à autoridade do Deus supremamente verdadeiro, acreditamos ser Verdade o que foi revelado e atestado por um Deus pessoal, nosso Criador e Senhor.
Além disso, com a devida reverência, eu me submeto e adiro com todo o meu coração às condenações, declarações e todas as proibições contidas na encíclica Pascendi e no decreto Lamentabili, especialmente as que dizem respeito ao que é conhecido como a história dos dogmas.
Também rejeito o erro daqueles que dizem que a Fé mantida pela Igreja pode contradizer a história, e que os dogmas católicos, no sentido em que são agora entendidos, são irreconciliáveis com uma visão mais realista das origens da Religião cristã.
Também condeno e rejeito a opinião dos que dizem que um cristão erudito assume uma dupla personalidade - a de um crente e ao mesmo tempo a de um historiador, como se fosse permissível a um historiador manter coisas que contradizem a Fé do crente, ou estabelecer premissas que, desde que não haja negação direta dos dogmas, levariam à conclusão de que os dogmas são falsos ou duvidosos.
Do mesmo modo, eu rejeito o método de julgar e interpretar a Sagrada Escritura que, afastando-se da Tradição da Igreja, da analogia da Fé e das normas da Sé Apostólica, abraça as falsas representações dos racionalistas e sem prudência ou restrição adota a crítica textual como norma única e suprema.
Além disso, eu rejeito a opinião dos que mantém que um professor ensinando ou escrevendo sobre um assunto histórico-teológico deve antes colocar de lado qualquer opinião preconcebida sobre a origem sobrenatural da Tradição católica ou a promessa divina de ajudar a preservar para sempre toda a Verdade Revelada; e que ele deveria então interpretar os escritos dos Padres apenas por princípios científicos, excluindo toda autoridade sagrada, e com a mesma liberdade de julgamento que é comum na investigação de todos os documentos históricos profanos.
Finalmente, declaro que sou completamente oposto ao erro dos modernistas, que mantém nada haver de divino na Tradição sagrada; ou, o que é muito pior, dizer que há, mas em um sentido panteísta, com o resultado de nada restar a não ser este fato simples - a colocar no mesmo plano com os fatos comuns da história - o fato, precisamente, de que um grupo de homens, por seu próprio trabalho, talento e qualidades continuaram ao longo dos tempos subsequentes uma escola iniciada por Cristo e por Seus Apóstolos.
Prometo que manterei todos estes artigos fielmente, inteiramente e sinceramente e os guardarei invioladas, sem me desviar em nenhuma maneira por palavras ou por escrito. Isto eu prometo, assim eu juro, para isso Deus me ajude, e os Santos Evagelhos de Deus que agora toco com minha mão.»